# Leucosolenia mollis
Leucosolenia mollis är en svampdjursart som beskrevs av Tanita 1941. Leucosolenia mollis ingår i släktet Leucosolenia och familjen Leucosoleniidae.
Artens utbredningsområde är havet kring Japan. Inga underarter finns listade i Catalogue of Life.